# 派恩里奇 (佛羅里達州科利爾縣)
派恩里奇（英語：Pine Ridge）是位於美國佛羅里達州科利爾縣的一個人口普查指定地區。

## 地理
派恩里奇的座標為26°13′59″N 81°47′51″W / 26.23306°N 81.79750°W，而該地最高點為海拔高度2米（即7英尺）。

## 人口
根據2010年美國人口普查的數據，派恩里奇的面積為4.70平方千米，當中陸地面積為4.30平方千米，而水域面積為0.40平方千米。當地共有人口1918人，而人口密度為每平方千米408人。